# Chabdak Lhamo Kyab
Chabdak Lhamo Kyab (tibétain: ཆབ་བྲག་ལྷ་མོ་སྐྱབས། ; Wylie : Chab brag lha mo skyabs)  aussi appelé Lhamo Kyab Noyontsang, né en 1963 dans l'Amdo, est un député du Parlement tibétain en exil, professeur de la langue tibétaine à l'INALCO, écrivain, poète tibétain. Il est aussi le président du PEN Club Tibet.  

## Biographie
Chabdak Lhamo Kyab est né à Malho Sogzong dans l'Amdo à l'Est du Tibet en 1963.
Enseignant depuis l'âge de 18 ans, il arrive en exil Inde en 1989. Il a été chef du département de la création littéraire au College for Higher Tibetan Studies (Collège des hautes études tibétaines), à Sarah près de Dharamsala où il a enseigné jusqu'en 2008. Il a publié au moins sept livres, dont des œuvres de poésie. Il est aussi le rédacteur en chef du magazine Tsampa fondé en 1995 et est le président du Tibetan Writers Abroad PEN Centre, fondée en 1999. Il a été élu député du Parlement tibétain en exil en 2004 et en 2006. En 2008, il est invité à enseigner à l'INALCO à Paris en France, où il réside actuellement.
En mars 2011, il est, avec Samdhong Rinpoché alors premier ministre, et Dolma Gyari porte-parole du Parlement en exil, l'un des trois membres du comité formé à la suite de l'annonce de la retraite définitive du dalaï-lama de la vie politique, qui produira des amendements à la Charte des Tibétains en exil.
En juin 2012, il donna une conférence sur le mouvement Lhakar (mercredi blanc), un mouvement de résistance souterrain né au Tibet en 2008, et la préservation de la culture tibétaine au Festival culturel du Tibet et des peuples de l'Himalaya.

## Publications
- (bo) Dbyaṅs can sbrul baʼi glegs bam by Lha-mo-skyabs, 2001, Éditeur : Dharamsala, Sa-rā Rigs slob khaṅ nas bton,  (ISBN 8186627782 et 9788186627785)
- (bo) Byis paʼi sñan tshig deb chuṅ = Nursery phyme, 2005
- (bo) A Kya' Hor Thog Thu Blo Bza'n Thub Bstan 'Jigs Med Rgya Mtsho Rin Po Che mchog la phul ba'i dga' bsu'i s-nan rtsom lhan bsdebs 2002